# Alter Cola
Alter Cola is een lokale Catalaanse frisdrank met cola- en lichte citroensmaak. De drank wordt alleen gedistribueerd in Catalonië en is bedoeld als sterk regionaal georiënteerd product. De slogan van Alter Cola is dan ook Cola Catalana - Cola Lliure (Nederlands: Catalaanse Cola - Vrije Cola).
De smaak wordt door de producent gedefinieerd als "echt mediterraan". Alter Cola wordt geproduceerd door Brasserie Artisanale des Albères in het Franse Argelès-sur-Mer.